# Cabo Rojo (Porto Rico)
Cabo Rojo é uma municipalidade situado na costa sudoeste de Porto Rico e faz parte da Área Metropolitana de San Germán-Cabo Rojo, bem como da grande Área Metropolitana Combinada Mayagüez - San Germán - Cabo Rojo.
Cabo Rojo (Cabo Vermelho em Português), seu nome deriva do tom avermelhado que caracteriza os rochedos à beira-mar ao longo de sua costa sul. Segundo a lenda, o nome foi dado por Cristóvão Colombo, embora isso é altamente improvável. A primeira igreja, fundada em 1783, foi chamada de San José. A atual igreja matriz católica é chamada Igreja de São Miguel Arcanjo localizada na praça da cidade.

## Ligações Externas
- Cabo Rojo and its barrios, United States Census Bureau
- Cabo Rojo, Porto Rico